# 학원별곡
《학원별곡》(學園別曲)은 대한민국의 보이 밴드 젝스키스의 데뷔 스튜디오 음반이다. 1997년 5월 14일 미디어라인을 통해 발매되었다. 이 음반은 히트곡 '사나이 가는 길 (폼생폼사)'를 장식한다.

## 배경
1997년 4월 15일, 젝스키스는 KMTV의 음악 프로그램 《쇼 뮤직탱크》에서 〈학원별곡〉으로 데뷔했고, 〈사나이 가는 길 (폼생폼사)〉로 후속 활동을 이어갔다. 젝스키스는 즉시 그룹 H.O.T.의 경쟁 그룹으로서, 또 1997년의 가장 핫한 루키그룹으로서 집중을 받았다.

## 곡 목록
| #            | 제목                          | 작사         | 작곡         | 편곡         | 재생 시간 |
| ------------ | ----------------------------- | ------------ | ------------ | ------------ | --------- |
| 1.           | 〈학원별곡 (타이틀곡)〉       | 김창환       | 천성일       | 천성일       | 3:20      |
| 2.           | 〈연정(戀情)〉                | 김창환       | 김창환       | 윤일상       | 3:31      |
| 3.           | 〈사나이 가는 길 (폼생폼사)〉 | 김창환       | 천성일       | 김우진       | 3:58      |
| 4.           | 〈확인〉                      | 김창환       | 김우진       | 김건모       | 3:56      |
| 5.           | 〈배신감〉                    | 천성일       | 윤일상       | 홍종구       | 3:41      |
| 6.           | 〈기억해줄래〉                | 홍종구       | 천성일       | 천성일       | 4:05      |
| 7.           | 〈Walking in the Rain〉       | 김창환       | 이윤상       | 천성일       | 4:55      |
| 8.           | 〈Dream Comes True〉          | 김창환       | 이윤상       | 천성일       | 3:43      |
| 9.           | 〈사랑 신고식〉               | 김창환       | 이윤상       | 김우진       | 3:31      |
| 10.          | 〈다같이 해요〉               | 김창환       | 이윤상       | 천성일       | 3:30      |
| 11.          | 〈연정 (Remix)〉              | 김창환       | 천성일       | 김우진       | 3:41      |
| 12.          | 〈사나이 가는 길 (Remix)〉    | 김창환       | 천성일       | 홍종구       | 3:47      |
| 총 재생 시간 | 총 재생 시간                  | 총 재생 시간 | 총 재생 시간 | 총 재생 시간 | 43:04     |